# Euxoa dubia
Euxoa dubia är en fjärilsart som beskrevs av Adrian Hardy Haworth 1809. Euxoa dubia ingår i släktet Euxoa och familjen nattflyn. Inga underarter finns listade i Catalogue of Life.